# The border of awareness
The border of awareness is het debuutalbum van Apogee, de eenmansband van Arne Schäfer. 
Het album met behoudende progressieve rock kwam tot stand in een periode dat Schäfer een nieuwe band wilde opzetten na het stopzetten van Vague Venture. Schäfer startte de band Versus X. Gelijktijdig startte hij een solocarrière onder de naam Apogee. Schäfer is multi-instrumentalist en de algemene teneur was dan ook dat zijn spel daarbinnen perfect was. Minder was men te spreken over zijn zangstem (beperkt bereik, lijkend op Andy Tillison), het Duitse accent in het Engels, de hoeveelheid tekst en de te lange nummers. Een ander minpunt was het toepassing van samples in plaats van de “echte muziekinstrumenten”, tegelijkertijd werd geconstateerd dat de toepassing daarvan desalniettemin een goede klank voortbracht.
Het album werd grotendeels opgenomen in Neu-Isenburg en Frankfurt am Main

## Musici
- Arne Schäfer – alle muziekinstrumenten

## Muziek
| Nr. | Titel                             | Duur  |
| --- | --------------------------------- | ----- |
| 1.  | The border of awareness (Schäfer) | 10:42 |
| 2.  | Falling up the steps (Schäfer)    | 15:03 |
| 3.  | In the dark (Schäfer)             | 9:55  |
| 4.  | Hide and seek (Schäfer)           | 11:50 |
| 5.  | Circumstance (Schäfer)            | 4:15  |
| 6.  | The range of matter (Schäfer)     | 23:53 |